# Held in Trust (film 1920)
Held in Trust è un film muto del 1920 diretto da John Ince. La sceneggiatura è basata su un racconto breve di George Kibbe Turner apparso su The Red Book Magazine (marzo-maggio 1920). Prodotto dalla Screen Classics Inc. e dalla Metro Pictures Corporation, il film aveva come interpreti May Allison, Darrell Foss, Walter Long, John Elliott, 
Lawrence Grant, G. Burnell Manly.

## Trama
Mary Manchester, anche se non lo sa, è la sosia di Adelaide Rutherford, una ricca signora impazzita a causa dei maltrattamenti subiti dal marito. Rutherford è in combutta con Jasper Haig e il dottor Babcock: i tre controllano i beni della donna che assommano a sessanta milioni di dollari, una fortuna che, se Adelaide morisse, andrebbe a suo fratello Stanford Gorgas. Temendo che Adelaide muoia, i tre complici progettano di sostituirla con Mary, in modo da salvare il denaro. Stanford, però, ha dei sospetti e, dopo essere riuscito a parlare con Mary, che viene tenuta prigioniera in casa Rutherford, libera la ragazza. Ma Haig cattura Stanford e decide di eliminarlo. Credendo che quello dietro a una tenda sia il suo avversario, spara, uccidendo invece Rutherford. Liberi, Mary e Stanford possono ora pensare a un futuro insieme.

## Produzione
Il film fu prodotto dalla Screen Classics Inc. e Metro Pictures Corporation.

## Distribuzione

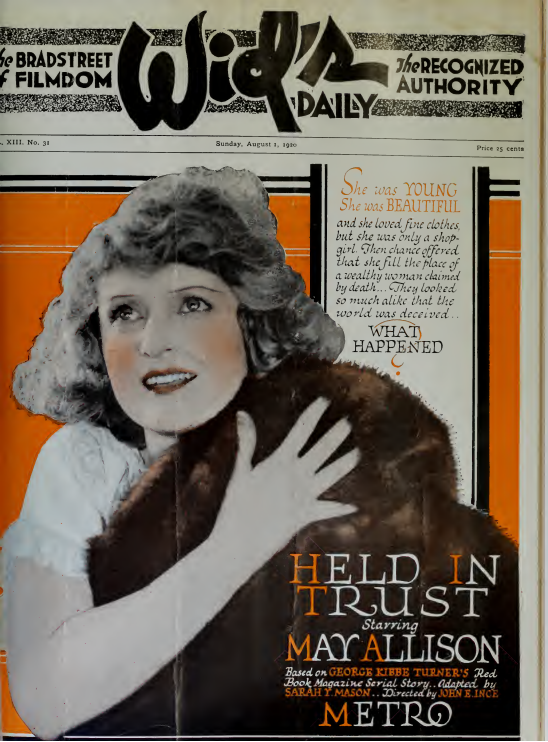
Film Daily (1920)

Distribuito dalla Metro Pictures Corporation, uscì nelle sale cinematografiche statunitensi il 2 agosto 1920. Il copyright del film, richiesto dalla Metro, fu registrato il 26 agosto 1920 con il numero LP15453.
Non si conoscono copie ancora esistenti della pellicola che viene considerata presumibilmente perduta.